# И̌
Cette page contient des caractères spéciaux ou non latins. S’ils s’affichent mal (▯, ?, etc.), consultez la page d’aide Unicode.
И̌ (minuscule : и̌), appelé i caron, est une lettre additionnelle de l’alphabet cyrillique utilisée en doungane par certains auteurs ou dans la transcription du chinois. Elle est composée du i ‹ И › diacrité d’un caron.

## Utilisations
En doungane, certains auteurs utilisent les accents sur les voyelles pour indiquer les tons, dont l’i caron cyrillique ‹ и̌ ›,.
L’i caron cyrillique ‹ и̌ › est utilisé, dans la transcription du chinois dans le Большой китайско-русский словарь (Grand Dicitonnaire chinois-russe) ou par certains auteurs, pour transcrire le u caron ‹ ǔ › latin du pinyin,.

## Représentation informatique
L’i caron peut être représenté avec les caractères Unicode suivants (cyrillique, diacritiques) :
| formes    | représentations | chaînes de caractères | points de code | descriptions                                    |
| --------- | --------------- | --------------------- | -------------- | ----------------------------------------------- |
| capitale  | И̌               | И◌̌                    | U+0418 U+030C  | lettre majuscule cyrillique i diacritique caron |
| minuscule | и̌               | и◌̌                    | U+0438 U+030C  | lettre minuscule cyrillique i diacritique caron |